# Olimpíada d'escacs de 2016
L'Olimpíada d'escacs de 2016 fou la 42a edició oficial de les Olimpíades d'escacs, un torneig organitzat per la Federació Internacional d'Escacs. Tingué lloc a Bakú, Azerbaitjan entre l'1 i el 14 de setembre del 2016. Hi havia dues altres ciutats que licitaven per ser l'amfitrió de l'esdeveniment: Albena a Bulgària i Tallinn a Estònia. Ambdues ciutats no varen fer presentacions abans de les votacions i per això no varen ser aprovades.
La delegació d'Armènia va declarar que seria impossible la participació dels jugadors d'escacs armenis. Malgrat una protesta de tres guanyadors de les Olimpíades, a causa de la manca d'altres candidats per dur a terme la competició el 2016, va ser acceptada la candidatura de Bakú.

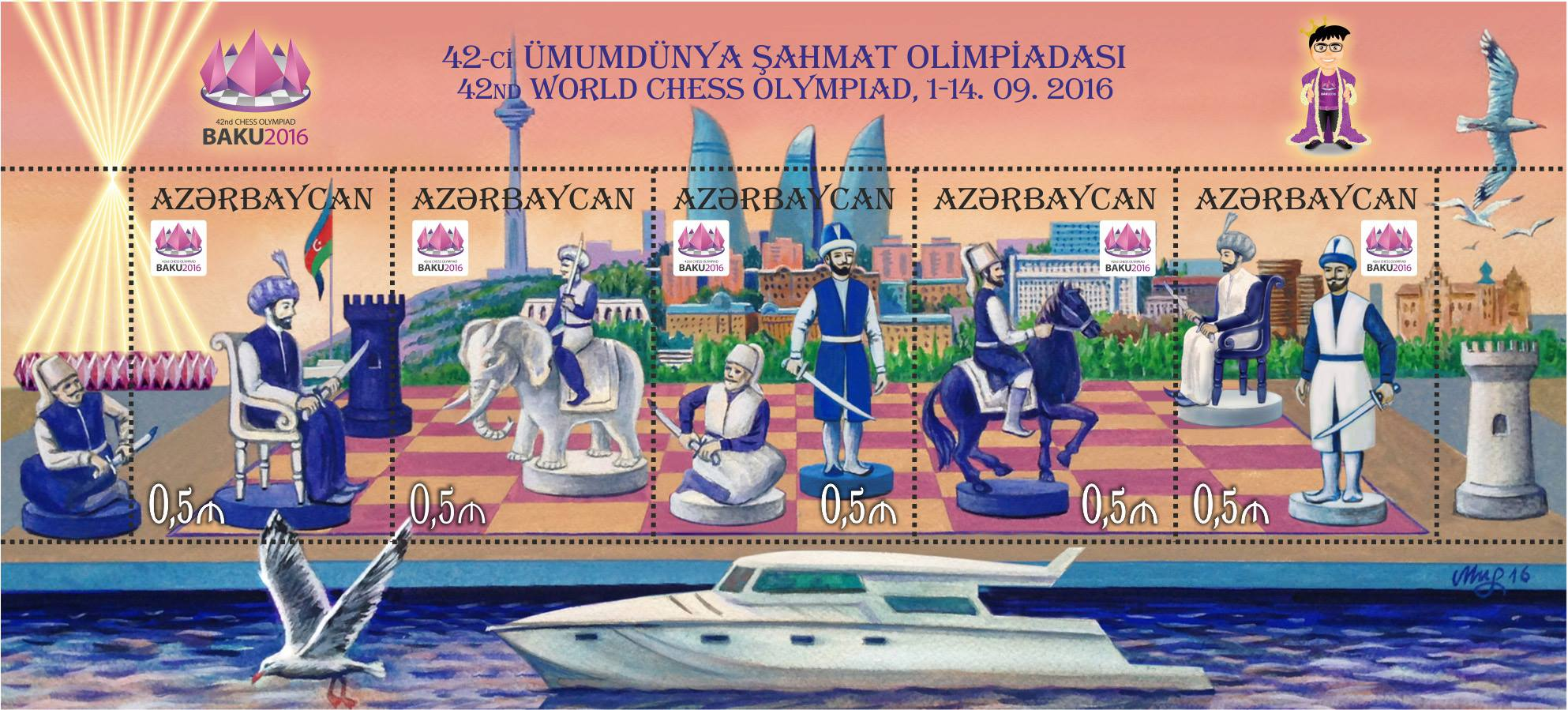